# Liste der Fließgewässer im Flusssystem Ahr
Die Liste der Fließgewässer im Flusssystem Ahr umfasst alle direkten und indirekten Zuflüsse der Ahr, einem 85,1 km langen linken Zufluss des Rheins in Nordrhein-Westfalen und Rheinland-Pfalz, soweit sie namentlich im System Topographisches Informationsmanagement, Bezirksregierung Köln, Abteilung GEObasis NRW (Hinweise), im Kartenwerk des Kartendienst des Landschaftsinformationssystems der Naturschutzverwaltung Rheinland-Pfalz (LANIS-Karte) (Hinweise)  oder im GeoExplorer der Wasserwirtschaftsverwaltung Rheinland-Pfalz (Hinweise) aufgeführt werden. Wenn nach dem Zusammenfluss zweier Gewässerabschnitte sich der Gewässername ändert, werden die beiden Zuflüsse als Quellflüsse separat angeführt, ansonsten erscheint der Teilbereichsname in Klammern. Namenlose Zuläufe und Abzweigungen werden nicht berücksichtigt. Die Längenangaben werden auf eine Nachkommastelle gerundet. Die Fließgewässer werden jeweils flussabwärts aufgeführt. Die orografische Richtungsangabe bezieht sich auf das direkt übergeordnete Gewässer.

## Direkte und indirekte Zuflüsse

### Oberlauf (Nordrhein-Westfalen)
- Stegbach (rechts), 2,2 km
  - Erschbergbach (rechts), 1,6 km
- Ahr Umfluter (rechts), 0,2 km
- Mülheimer Bach (links), 4,5 km
  - Schleidbach (links), 1,4 km
- Nonnenbach (rechts), 7 km
  - Seidenbach (links), 2 km
  - Günzelbach (links), 1,8 km
  - Wallbach (links), 1,8 km
- Reetzer Bach (links), 3,6 km

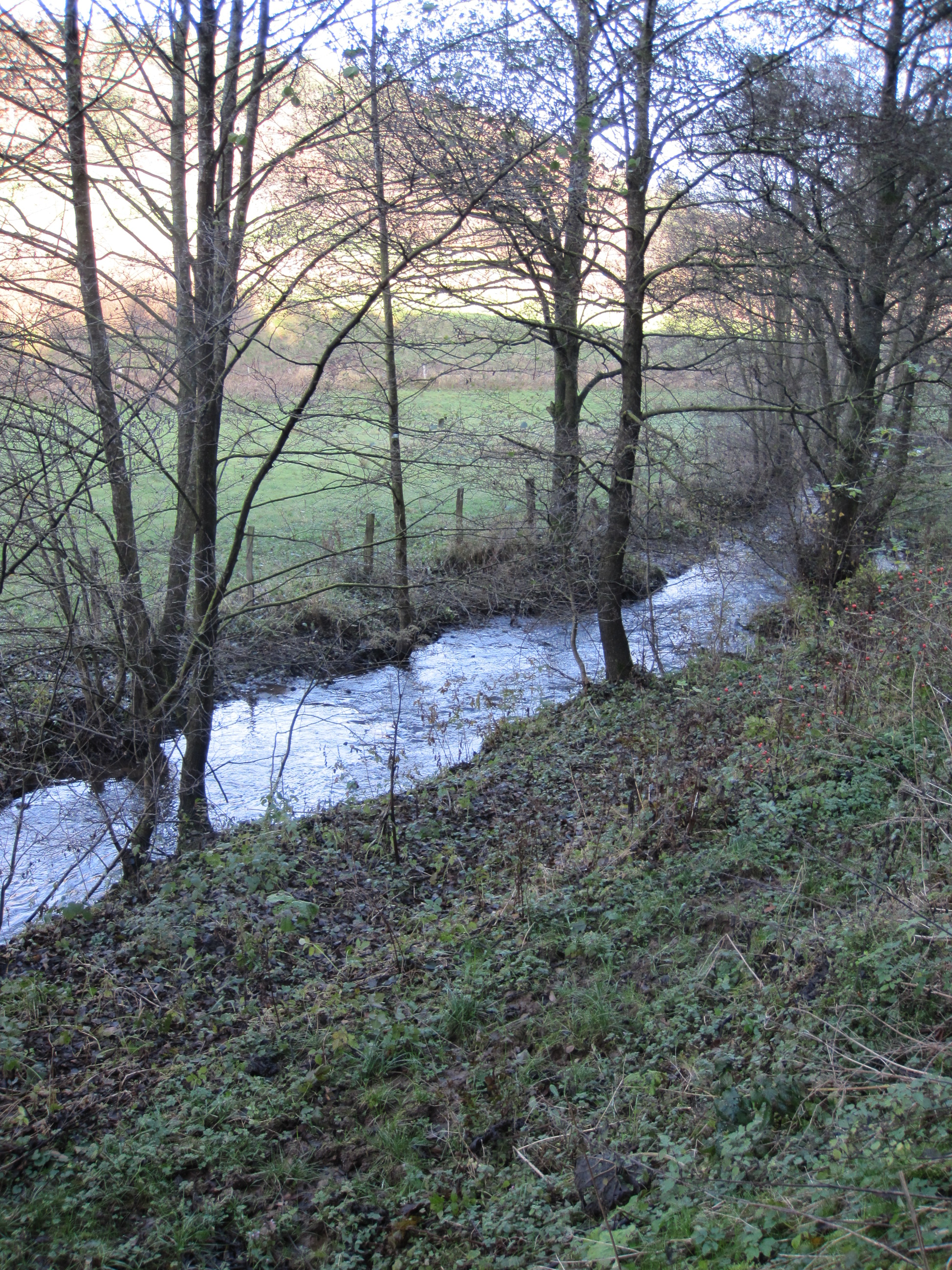
Der Schaafbach

- Schaafbach (Eichholzbach)  (rechts), 11,4 km
  - Mäusbach (rechts), 1,9 km
  - Archetsbach (links), 3,2 km
    - Schwarzbach (rechts), 2 km

  - Ruhrbach (links), 0,9 km
  - Aus dem Weiherbruch (links), 1 km
  - Itzbach (rechts), 3,8 km
    - Lückerssiefen (links), 1,5 km

  - Gundersbach (rechts), 3,2 km
    - Bonnesbach (links), 0,9 km

  - Miesbuschbach (links), 1,7 km
  - Dreisbach (links), 3,3 km
    - Salchenbuschsief (links), 1,3 km

  - Dedersbach (links), 1,4 km
  - Borbach (rechts), 1,2 km

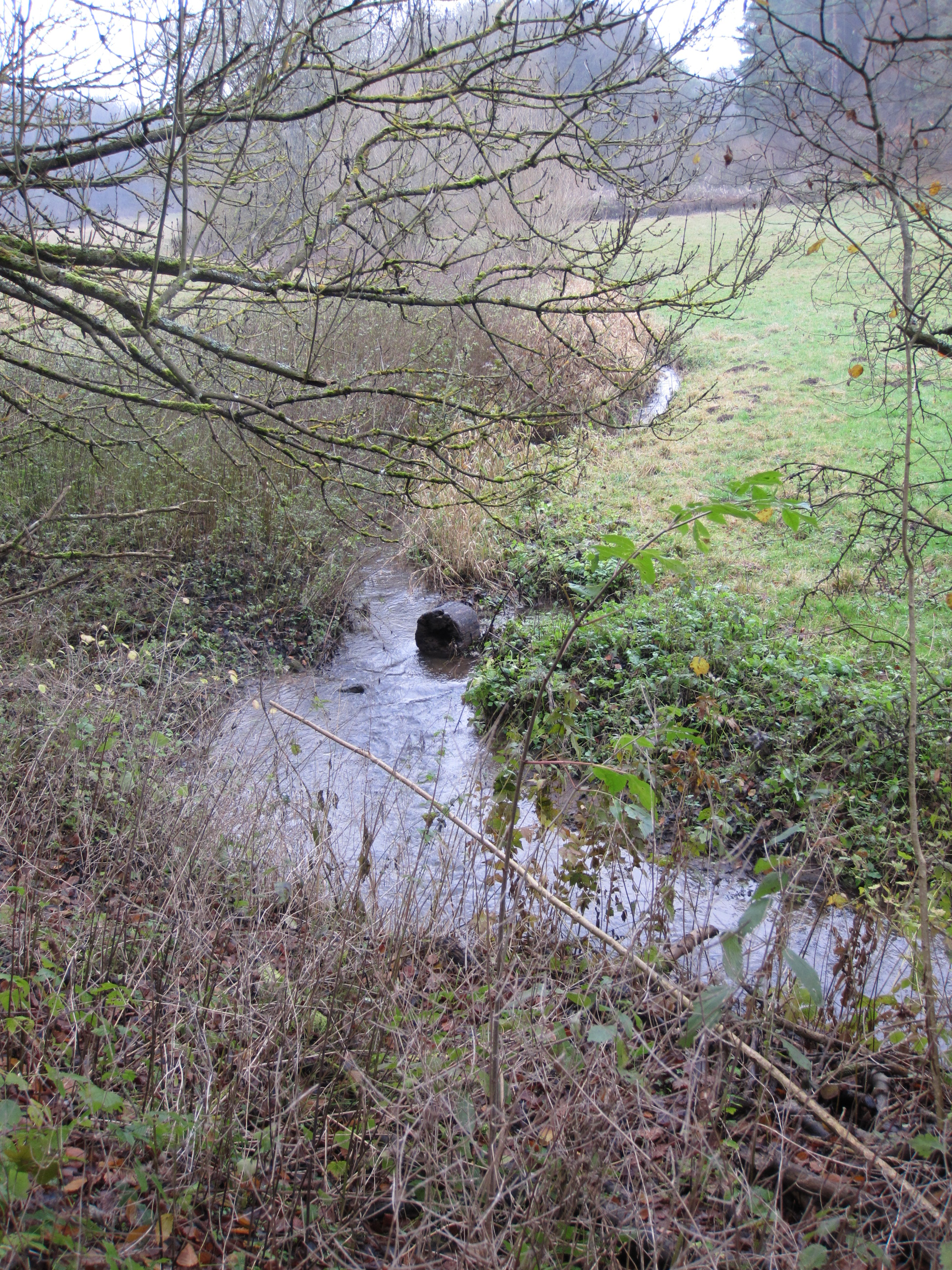
Der Lampertsbach

- Lampertsbach (Frömmelsbach) (rechts), 9,5 km
  - Odenbach (links), 1,8 km
  - Rohrtaler Bach (links), 1,5 km
  - Mirbach (rechts), 4 km
  - Wammesbach (rechts), 4,3 km
  - Wierstaler Bach (links), 2,6 km
- Fuhrbach (rechts), 5,3 km
- Mühlenbach (Weilerbach) (links), 7,1 km
  - Dörferbach (links), 3,8 km
  - Rohsbach (links), 2,5 km
  - Otersiefen (links), 1,2 km
- Michelsbach (rechts), 8,3 km
  - Etzelbach (rechts), 1,8 km
  - Stahlhofer Seifen (links), 2,2 km
  - Erschfelder Seifen (links), 1,6 km
  - Penneseifen (links), 1 km
  - Käsbach (links), 2,5 km
- Aulbach (links), 5,1 km
- Willemsbach (rechts), 1,4 km
- Göttersbach (rechts), 1 km

- Ahbach (rechts), 14,9 km
  - Brücker Bach (rechts), 2,1 km
  - Sellbach (links), 1,7 km
  - Rudersbach (rechts), 1,5 km
  - Grünbach (rechts), 1,5 km
  - Schmitzbach (links), 2,5 km
  - Niedereherbach (links), 5,5 km
    - Rudersbach (links), 1 km
    - Ruders-Bach (links), 3,8 km
    - Nollenbach (links), 2,8 km

  - Mühlenbach (links), 1,9 km
  - Rohrsbach (links), 2,9 km

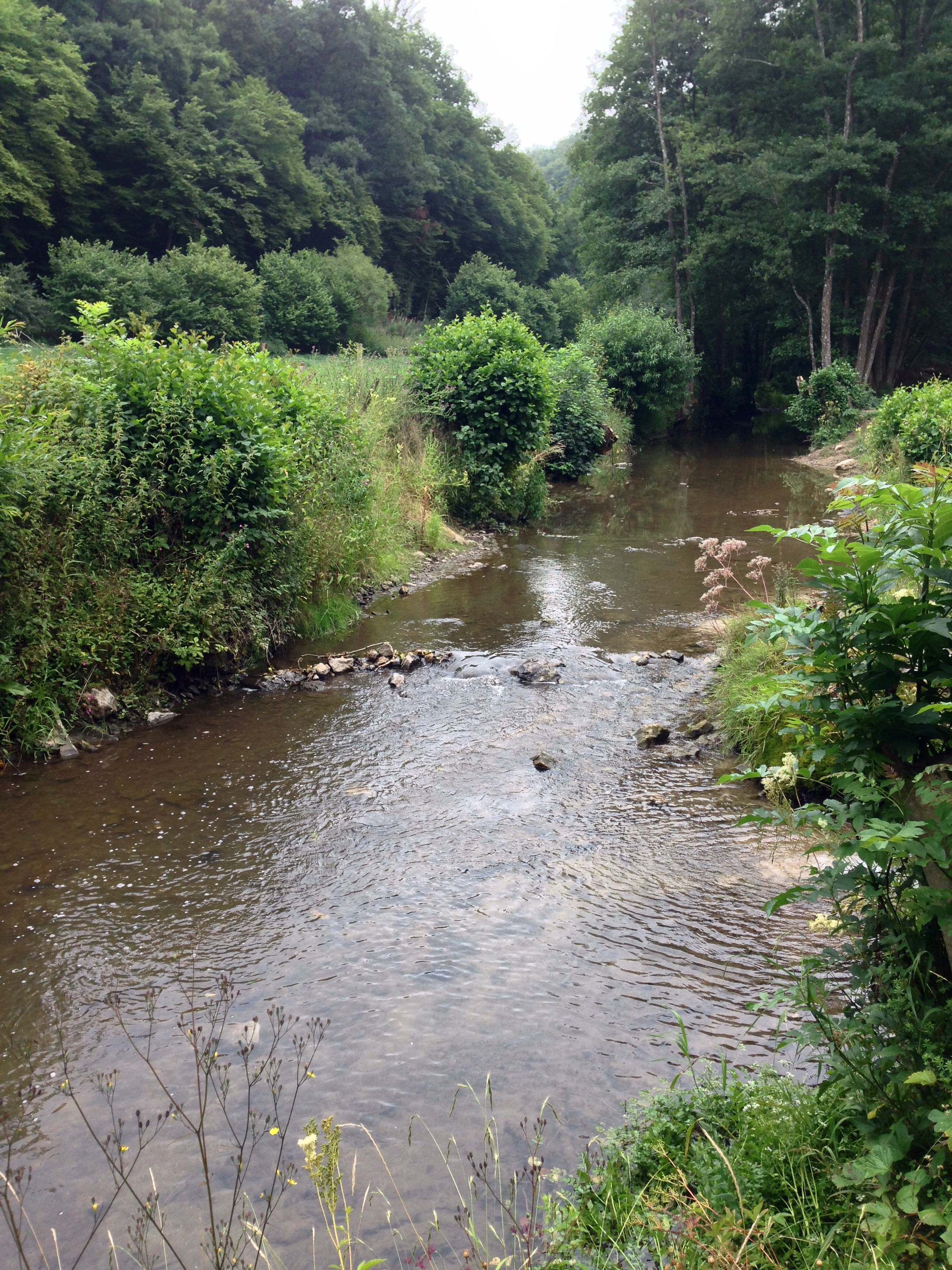
Der Ahbach

  - Kirbach (Wolferbach) (links), 3,2 km
    - Weiherbach (rechts), 2,2 km

  - Klausbach (links), 3,1 km
    - Menzinger Bach (links), 2,3 km

### Mittellauf (Dorsel–Dümpelfeld)
- Trierbach (rechts), 25,3 km
  - Elendsbach (links)
  - Hähnchenbach (links)
  - Köttelbach (rechts)
  - Hünerbach (rechts)
  - Proveltbach (Kelberger Bach) (links), 2,6 km
    - Wacholderbach (rechts)
    - Zillesbach (links)
      - Herrenseifen (rechts)

  - Zermüllenbach (links)
  - Bach vom Gewader Köpfchen (Forellenbach), (rechts), 1,9 km
    - Mahlseifen (links)

  - Krumbach (links), 2,3 km
  - Kisbach (rechts), 2,5 km
  - Rothenbach (links)
  - Müllenbach (rechts), 5,0 km
    - Bach aus der Südschleife (Frohnseifen) (rechts), 1,1 km

  - Lehmbach (rechts), 3,2 km
  - Fonsbach (rechts)
  - Bauler Bach (rechts)
  - Hühnerbach (links), 2,4 km
  - Dankrather Bach (links)
  - Nohner Bach (links), 18,4 km
    - Gelenberger Bach (rechts), 1,8 km
      - Bach vom Heltenberg (links), 0,9 km

    - Weltersbach (links)
    - Kahler Seifen (links)
    - Bodenbacher Bach (rechts), 3,2 km
    - Bach vom Schlittebusch (rechts)
    - Heierbuschbach (links)
    - Hollerseifen (rechts)
    - Decktbach (rechts)
    - Wiesengraben (links)
    - Senscheider Bach (rechts), 2,6 km
      - Bettenbach (rechts)

    - Taufenseifen (links)
    - Dürlefer Seifen (links)

  - Kehrseifen (links)
  - Wenigbach (rechts), 5,3 km
    - Dreisbach (rechts), 1,6 km
    - Roßbach (rechts), 0,9 km

- - Wirftbach (rechts), 11,8 km
    - Goldbach (rechts), 2,8 km
    - Seltbach (rechts), 2,3 km
    - Goddelbach (rechts), 2,8 km

  - Alfenbach (rechts), 3,0 km
  - Becherseifen (links)
- Bombach (links)
- Huhnenbach (links), 4,4 km
  - Junkersseifen (rechts)
  - Bücklersseifen (links)
  - Struthseifen (links)
- Limbach (rechts), 3,9 km
- Hüttenseifen (links)

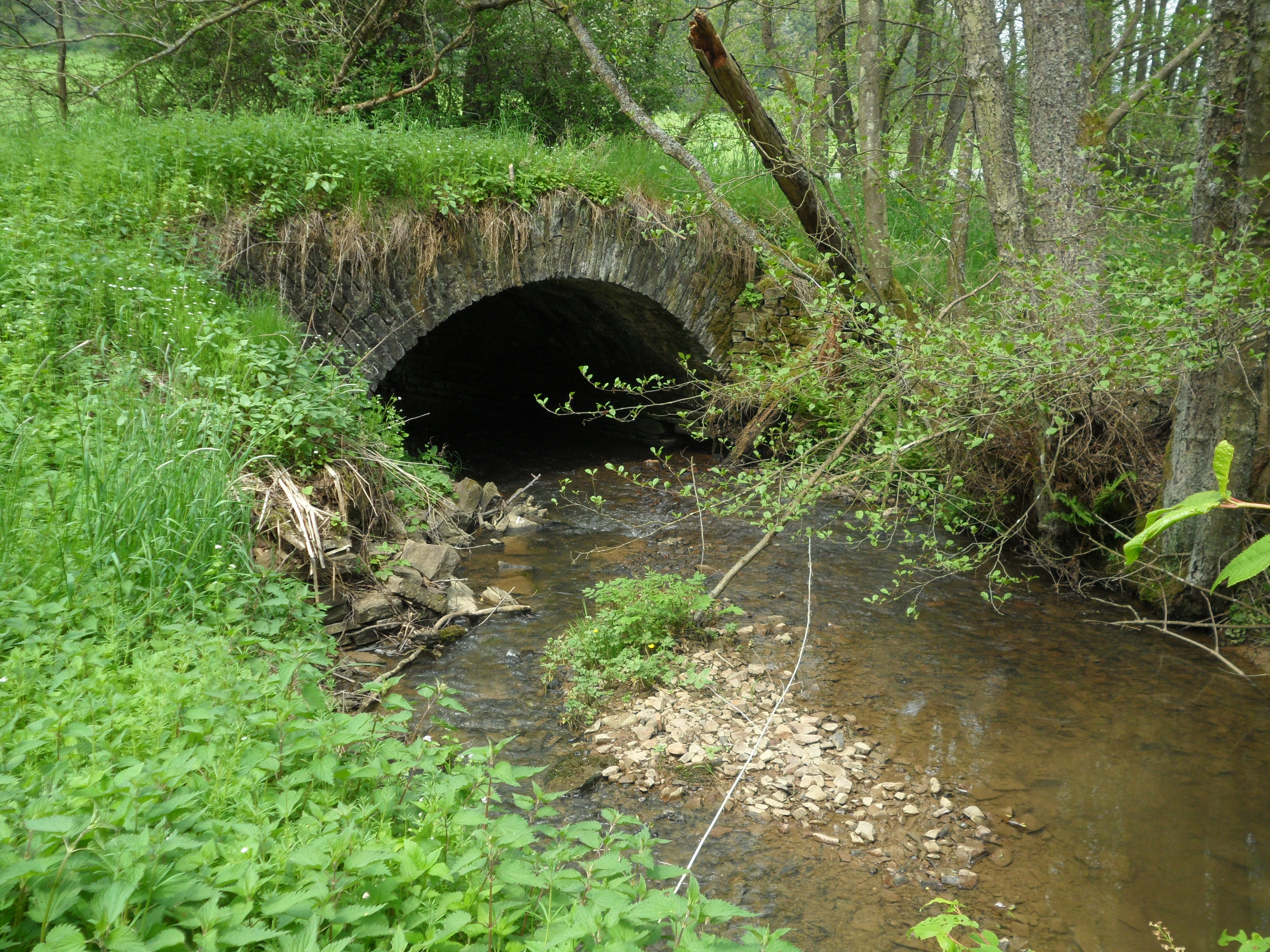
Der Wirftbach

- Eichenbach (Hirzenflosseifen) (links), 6,9 km
  - Hirzenseifen (links)
  - Tiefenseifen (rechts)
- Laufenbach (rechts), 2,8 km

- Dreisbach (links), 10 km
  - Schalkenbach (rechts), 2,5 km

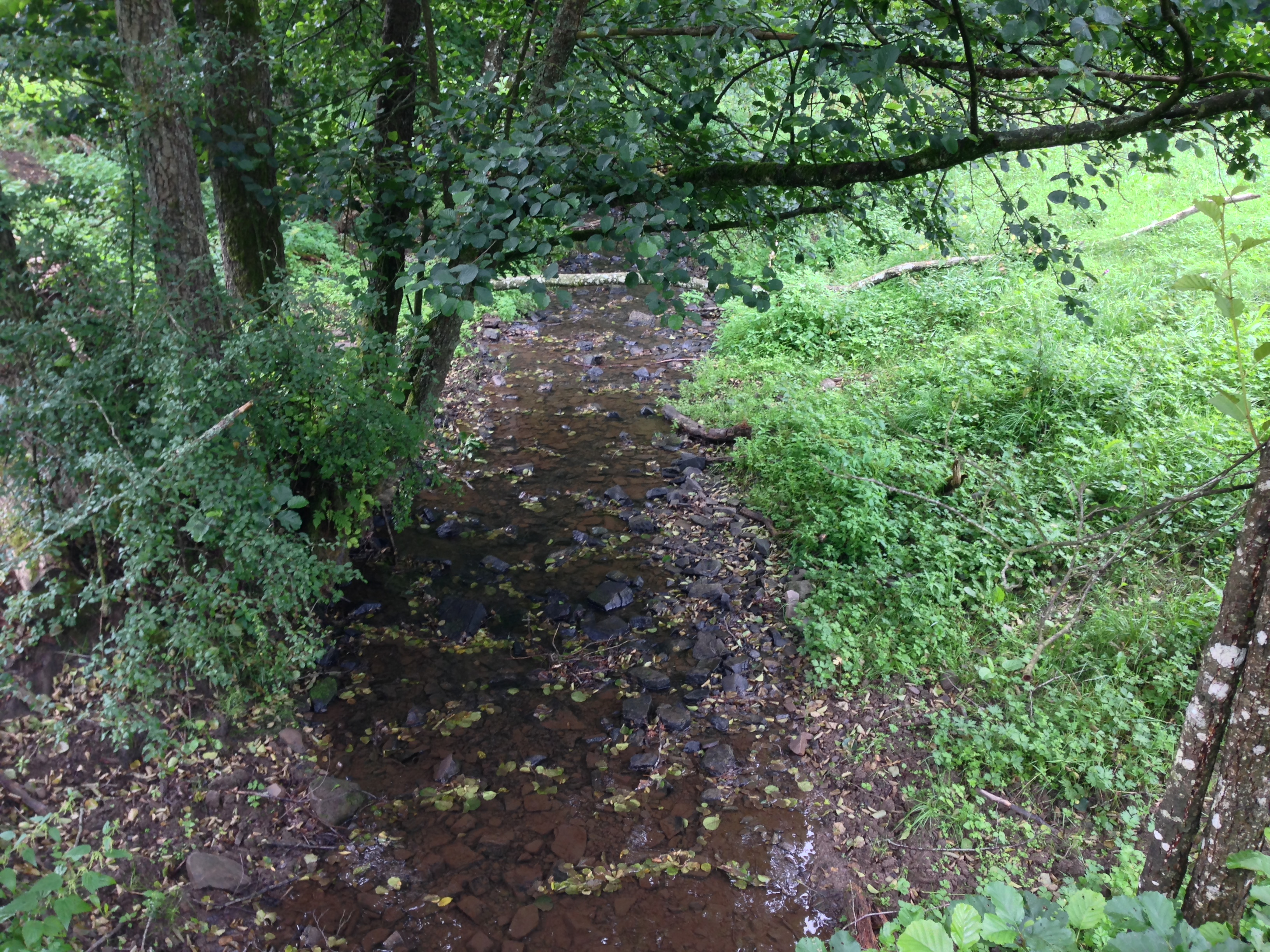
Der Dreisbach

    - Gierscheidseifen (rechts), 1,1 km

  - Etzseifen (rechts), 1 km
  - Keuvelsseifen (links), 1,3 km
  - Scheidseifen (rechts), 1,3 km
  - Keupelseifen (Mutscheider Seifen)
  - Nehmenseifen (links)
  - Mühlenseifen (links)
  - Müllenseifen (links)

- Armuthsbach (links), 18,4 km
  - Derchbach (links), 1,1 km
  - Mühlenbach (links), 1,6 km
    - Stutzbach (links), 1 km

  - Werthsbach (rechts), 2,5 km
  - Weierbach (rechts), 1,9 km
  - Wellbach (links), 3,1 km
  - Borner Bach (links), 2,5 km
  - Bröhlingerbach (links), 3,3 km
  - Hundsseifen (links), 1,1 km
  - Mühlenseifen (links), 1,6 km
  - Brömmersbach (links), 5,6 km
    - Blinderter Bach (links), 2,3 km
    - Rothsiefen (links), 1,4 km
    - Hockensiefen (links), 1,4 km

  - Buchholzbach (links), 7,7 km
    - Bröbach (links), 1,8 km
      - Talpützsiefen (rechts), 0,6 km

    - Lamersbach (rechts), 3 km

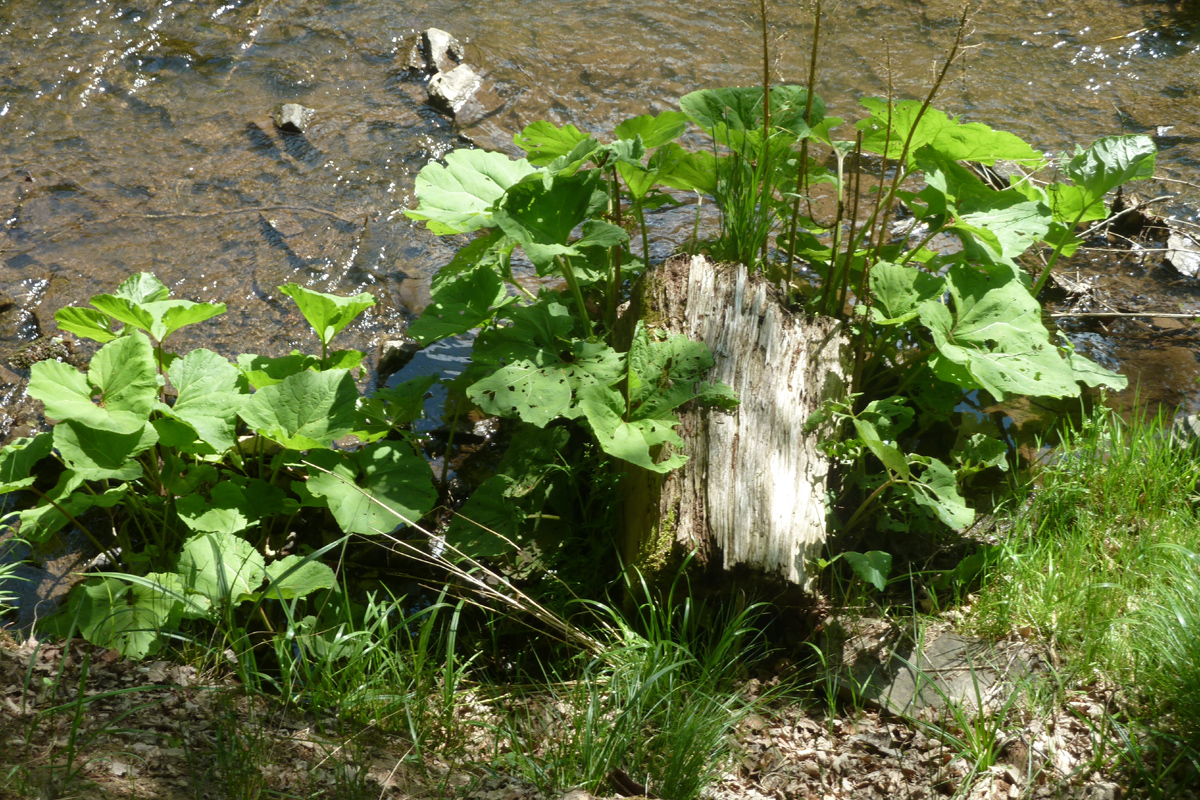
Der Armuthsbach

    - Berresheimer Siefen (links), 0,5 km
    - Odenbach (links), 1,5 km
      - Odesheimer Bach (rechts), 1,6 km

    - Seldesbach (rechts), 4 km
      - Billsiefen (rechts), 0,6 km

  - Rupperather Bach (links), 1,6 km
- Holzseifen (links), 1 km
- Atzenbach (rechts), 2,5 km
  - Etzenbach (links)
- Welsbach (rechts)
- Sierscheider Bach (links)
- Lückenbach (rechts), 5,7 km
- Adenauer Bach (Breidscheider Bach) (rechts), 15,7 km
  - Quiddelbach (rechts)
  - Lochertsbach (Herschbroicherbach) (rechts), 3,5 km
  - Elmigsbach (Bach aus der Grippenhardt) (links), 2,5 km
  - Exbach (rechts), 4,2 km
  - Mittelbach (rechts)
  - Näsbach (rechts), 1,5 km
  - Kallenbach (links)
  - Wimbach (links), 2 km
  - Krekelbach (links), 2,1 km
  - Drasselbach (rechts), 0,9 km
  - Leimbach (Reifferscheiderbach) (links), 3,1 km
  - Birkenbach (links)
  - Gilgenbach (rechts), 5,1 km
  - Sengenbach (links), 1 km
  - Birnbach (rechts), 2,9 km
  - Niederadenauer Bach (Pinselseifen) (rechts), 1,7 km
  - Stemmbach (rechts), 1,1 km

### Mittellauf (Dümpelfeld–Ahrweiler)
- Wingertsbach (rechts)
- Ommelbach (rechts), 1,6 km
- Liersbach (links), 14,5 km
  - Ohlertsiefen (rechts), 1,6 km
  - Letherter Bach (links), 4,2 km
    - Mehlensiefen (rechts), 0,9 km

  - Rabensiefen  (rechts), 0,9 km
  - Rüppensiefen (rechts), 1 km
  - Börmichsbach (rechts), 2,9 km
  - Kapellenbach (links), 1,7 km
  - Wenzbach (rechts), 3,4 km
    - Achtersiefen (rechts), 1,3 km
    - Saelingssiefen (rechts), 0,8 km
    - Rupperather Waldbach (rechts), 1,8 km

  - Reißbach (rechts), 1,6 km
  - Laubach (links), 1,6 km
  - Zwölfuhrbach (Reissbach) (links), 1,4 km

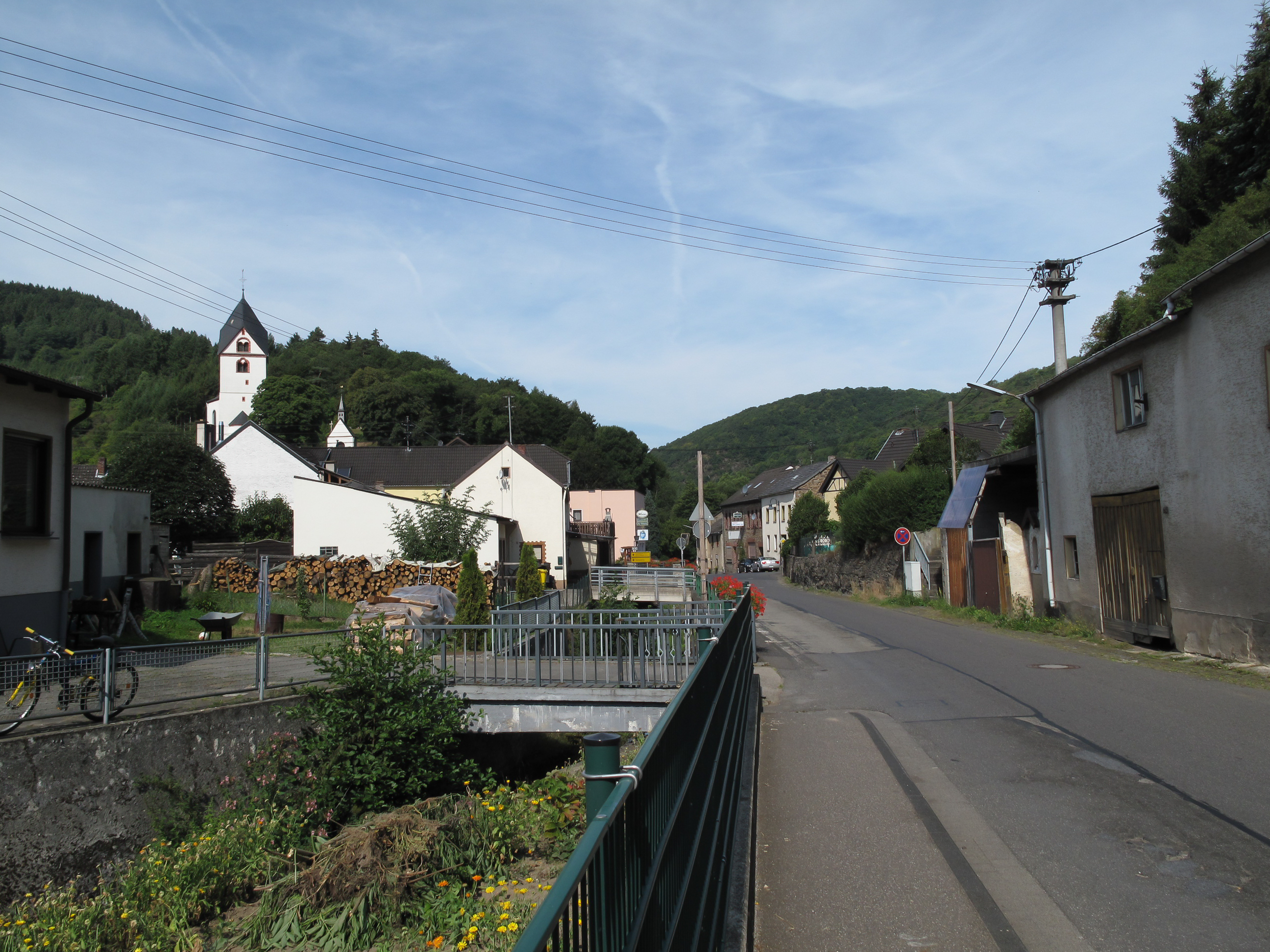
Der Kesselinger Bach

- Kesselinger Bach (Blasweiler Bach / Densbach / Staffeler Bach) (rechts), 14,1 km
  - Erschbach (links), 1,2 km
  - Bärzefeldbach (rechts)
  - Wollseifen (links)
  - Heckenbach (Auelbach) (links), 5,3 km
    - Kurwelsbach (links)
    - Fichtengraben (links)
    - Atzbach (links), 5,3 km

  - Ahlbach (Bach vom Eltzerhardt) (rechts), 2,1 km
    - Sannerbach (links)

  - Damchelhardtbach (links)
  - Wollenstockgraben (rechts)
  - Herschbach (Weidenbach) (links), 12,7 km
    - Jammelshofener Bach (links)
    - Seiffenbach (links)
    - Hohe-Achter Bach (Odenbach) (rechts), 2,5 km
    - Schenkbach (links)
    - Kackenbach (Kakenbach) (rechts), 2,5 km
    - Alchenbach (links), 3,8 km
    - Schwaderbach (rechts), 2,5 km
    - Thomichbach (rechts)
    - Kammersbach (rechts)
    - Selsbach (rechts)

  - Euzemich (rechts)
  - Auschsbach (rechts), 2,7 km
  - Dennbach (Bach von der Giersnück) (links), 7,8 km
    - Girrelsbach (links)
    - Scharpenhardtsbach (rechts), 2,4 km
    - Daufenbach (links)
    - Beilsbach (rechts), 1,2 km
    - Miedenbach (Klaustälchenbach) (rechts), 1,2 km
    - Büsenbach (Ramsleybach) (links), 1,1 km
- Steinbach (links), 2,5 km
- Mirbach (Bach vom Schorling) (links), 2,5 km
  - Assbach-Seifen (links)

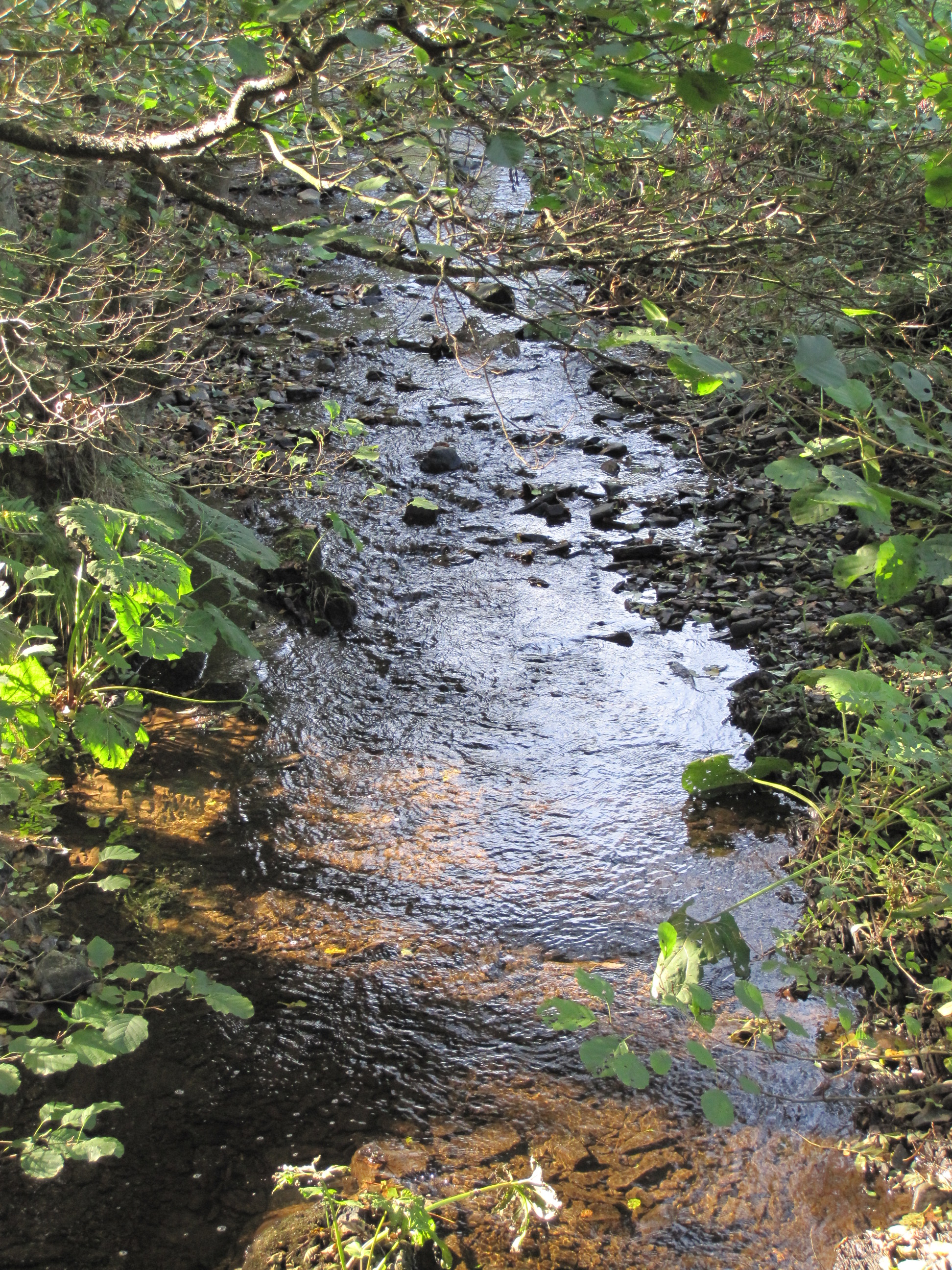
Der Sahrbach

- Sahrbach (Winkelbach, Houverather Bach) (links), 15,3 km
  - Hoestsiefen (links), 0,7 km
  - Geißenbach (rechts), 9,4 km
    - Hompescher Bach (rechts), 1,2 km
    - Rauensiefen (links), 1,1 km
    - Dornbuschsiefen (links), 1,6 km
    - Wolkensiefen (links), 1,3 km
    - Sümpchen (links), 0,6 km

  - Maulbacher Siefen (links), 1,1 km
  - Hasenbach (Eichener Siefen)  (links), 2,3 km
    - Urscheidssiefen (links), 0,9 km

  - Limbacher Bach (rechts), 1,6 km
  - Wormsbach (rechts), 1,4 km
  - Binzenbach (links), 1,1 km
  - Effelsberger Bach (rechts), 6,6 km
    - Scheuerhecker Bach (rechts), 1,3 km
    - Trinkpützsiefen (links), 0,9 km
    - Rötzelbach (rechts), 2 km
    - Spülsbach (rechts), 1,2 km
- Vischelbach (links), 10,5 km
  - Kischelbach (links), 0,8 km
  - Gierenbach (links), 2,8 km
  - Löhrsbach (rechts), 3,3 km
- (Roßbach) Bach vom Burtscheiderberg (links), 2,2 km
- Bach am Sonnenheck (Junge Berren) (rechts), 1,8 km
- Nollbach (Donnenbach) (rechts), 1,8 km
  - Bärenbach (links)
- Steinbergsbach (rechts)
- Kratzenbach (links), 2,1 km
- Heckenbach(rechts), 2,1 km
  - Geusbach (rechts), 1,6 km
- Wingsbach (rechts), 4,5 km

### Unterlauf (Ahrweiler–Mündung)
- Mühlenteichgraben (links), 0,2 km

- Bachemer Bach (rechts), 6,9 km
  - Ramersbach (rechts), 0,9 km
  - Tiefbach (rechts), 0,6 km

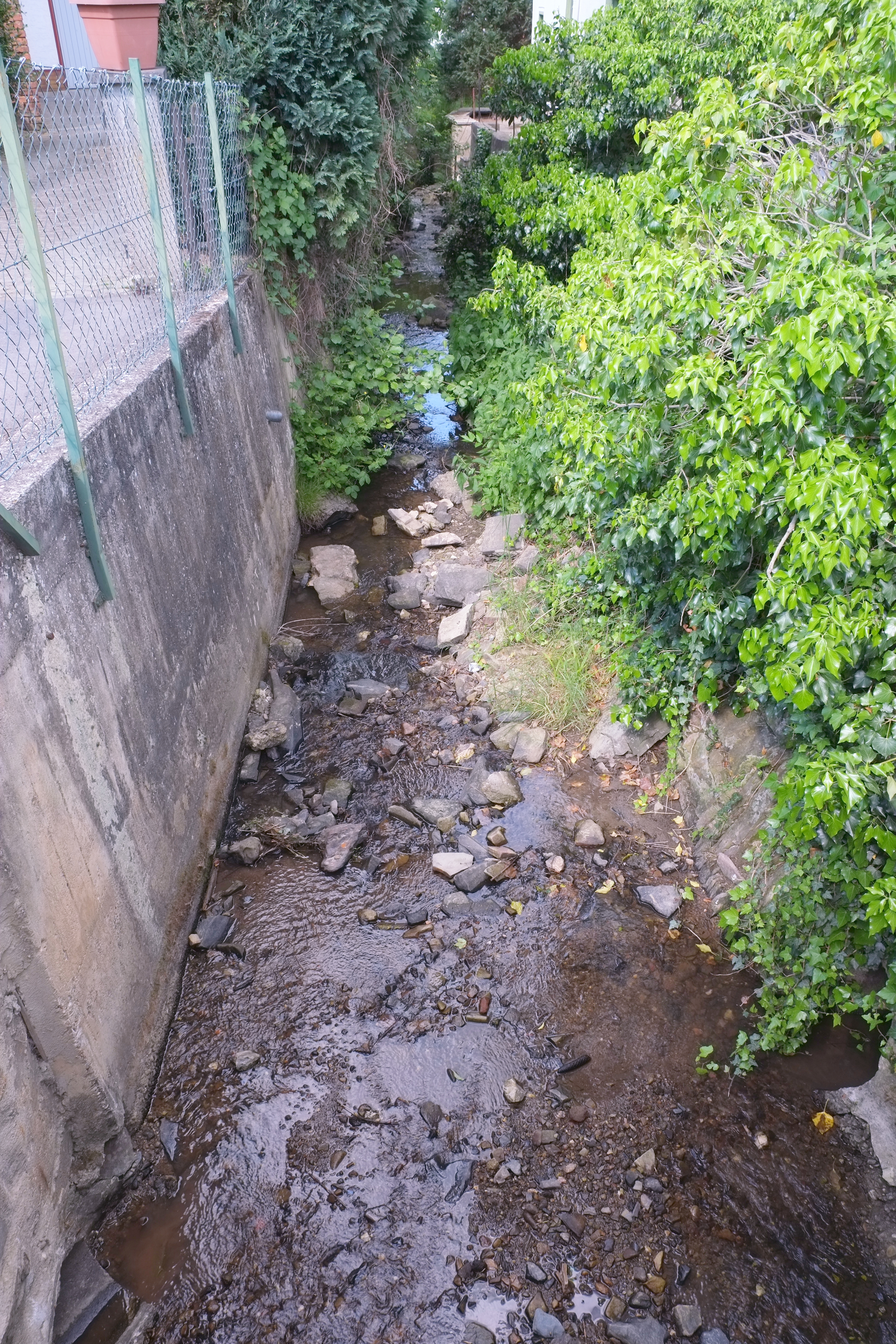
Der Bachemer Bach

- Fuchsbach (Lantershofener Bach) (links), 4,5 km
  - Mühlenteich (links), 4,8 km
- Idienbach (rechts), 5,3 km
- Leimersdorfer Bach (links), 8,3 km
  - Nierendorfer Bach (rechts), 1,1 km
  - Burgbach (links), 1,1 km
  - Nierendorfer Bach (rechts), 1,3 km
  - Bengener Bach (rechts), 6,3 km
- Lohrsdorfer Bach (links), 2,5 km
- Hellenbach (Kuhbach) (rechts), 7,7 km
  - Bach vom Gerhardshof (rechts), 2,4 km
- Harbach (Baucherbach) (rechts), 9,9 km
  - Beißenbach (links), 2,3 km
  - Dedenbach (rechts), 2,2 km
  - Sonnenbach (rechts), 1,5 km
  - Gappentalbach (rechts), 1,0 km

- Karte mit allen verlinkten Seiten:
- OSM |
- WikiMap